# Диплури
Диплурите (Diplura) са разред дребни животни от клас Скриточелюстни насекоми (Entognatha).
Включва около 800 вида с типична дължина 2-5 милиметра, макар че някои видове достигат 50 милиметра. Нямат очи и с изключение на няколко вида са безцветни. Живеят заровени в почвата или листната покривка и се хранят с дребни членестоноги или мъртви организми.

## Семейства
Разред Diplura – Диплури
- Anajapygidae
- Campodeidae
- Dinjapygidae
- Evalljapygidae
- Heterojapygidae
- Japygidae
- Octostigmatidae
- Parajapygidae
- Procampodeidae
- Projapygidae